# 安原和見
安原 和見（やすはら かずみ、1960年 - ）は、日本の翻訳家。鹿児島県生まれ。東京大学文学部西洋史学科卒業。
ノンフィクション、ミステリ、テレビ・映画関連本を中心に翻訳をしている。ダグラス・アダムズの『銀河ヒッチハイク・ガイド』（シリーズの新訳版も担当している。

## 翻訳
- 『世界の七不思議 現代に生きる幻想の起源』（ジョン・ローマー,エリザベス・ローマー、河出書房新社） 1997.8
- 『遠い女』（ブライアン・フォーブス、二見書房、二見文庫） 1997.7
- 『チップに賭けた男たち』（ボブ・ジョンストン、講談社） 1998.12
- 『「人殺し」の心理学』（デーヴ・グロスマン、原書房） 1998.7、のち改題『戦争における「人殺し」の心理学』（ちくま学芸文庫）
- 『石器時代文明の驚異 人類史の謎を解く』（リチャード・ラジリー、河出書房新社） 1999.9
- 『アメリカの刺客』（ジェイムズ・セイヤー、新潮社、新潮文庫） 2000.7
- 『ファッションデザイナー 食うか食われるか』（テリー・エイギンス、文藝春秋、文春文庫） 2000.8
- 『良い父親、悪い父親 動物行動学から見た父性』（ジェフリー・M・マッソン、河出書房新社） 2000.10
- 『リナックスの革命 ハッカー倫理とネット社会の精神』（ペッカ・ヒマネン、山形浩生共訳、河出書房新社） 2001.5
- 『オーシャンズ11』（デュウィ・グラム、新潮社、新潮文庫） 2002.1
- 『見ないふりして』（メアリ・H・クラーク、深町眞理子共訳、新潮社、新潮文庫） 2002.3
- 『エーテル・デイ 麻酔法発明の日』（ジュリー・M・フェンスター、文藝春秋、文春文庫） 2002.6
- 『公認売春宿』（アレクサ・アルバート、講談社） 2002.9
- 『殺したのは私』（メアリ・H・クラーク、深町眞理子共訳、新潮社、新潮文庫） 2002.10
- 『火事を知らせる猫 贈り物をする犬 心をうつ動物たちのほんとうの話』（クリスティン・フォン・クライスラー、光文社） 2003.1
- 『宇宙船レッド・ドワーフ号1』（グラント・ネイラー、河出書房新社） 2003.1
- 『宇宙船レッド・ドワーフ号2』（グラント・ネイラー、河出書房新社） 2003.2
- 『宇宙船レッド・ドワーフ号完全ガイド』（クリス・ハウアス,スティーヴ・ライアンズ監訳、河出書房新社） 2003.5
- 『外科医』（テス・ジェリッツェン、文藝春秋、文春文庫） 2003.8
- 『ザ・メイン・エネミー CIA対KGB 最後の死闘』上・下（ミルト・ベアデン,ジェームズ・ライゼン、花田知恵共訳、ランダムハウス講談社） 2003.12
- 『犯罪現場は語る 完全科学捜査マニュアル』（N・E・ゲンジ、河出書房新社） 2003.12
- 『セックス・アンド・ザ・シティのキュートな欲望 性とファッションの秘密を探る』（キム・アカス,ジャネット・マッケイブ編、柿沼瑛子,古屋美登里共訳、朝日出版社） 2004.11
- 『魔が解き放たれる夜に』（メアリ・H・クラーク、新潮社、新潮文庫） 2004.5
- 『ブラッドタイド』（メルヴィン・バージェス、東京創元社、創元推理文庫） 2005.3
- 『悪夢の帆走』（ジェイムズ・セイヤー、新潮社、新潮文庫） 2005.7
- 『元気なぼくらの元気なおもちゃ』（ウィル・セルフ、河出書房新社、奇想コレクション） 2006.5
- 『モンスター：「ドクター・フー」オフィシャル・ガイド1』（ジャスティン・リチャーズ、花田知恵共訳 キネマ旬報社） 2006.10
- 『エイリアン：「ドクター・フー」オフィシャル・ガイド2』（ジャスティン・リチャーズ、花田知恵共訳、キネマ旬報社） 2006.12
- 『インサイド・ストーリー：「ドクター・フー」オフィシャル・ガイド3』（ジャスティン・リチャーズ、花田知恵共訳、キネマ旬報社） 2007.3
- 『白い首の誘惑』（テス・ジェリッツェン、文藝春秋、文春文庫） 2007.3
- 『聖なる罪びと』（テス・ジェリッツェン、文藝春秋、文春文庫） 2007.9
- 『数学の楽しみ 身のまわりの数学を見つけよう』（テオニ・パパス、筑摩書房、ちくま学芸文庫） 2007.10
- 『2012 ザ・ウォー・フォー・ソウルズ』（ホイットリー・ストリーバー、エンターブレイン） 2008.1
- 『「戦争」の心理学 人間における戦闘のメカニズム』（デーヴ・グロスマン,ローレン・W・クリステンセン、二見書房） 2008.3
- 『ゆかいな理科年表』（スレンドラ・ヴァーマ、筑摩書房、ちくま学芸文庫） 2008.11
- 『世界の奇妙な博物館』（ミッシェル・ロヴリック、筑摩書房、ちくま学芸文庫） 2009.1
- 『かいじゅうたちのいるところメイキングブック 頭をかぶって撮影だ マクスウィニーズ社編集版より』（マクスウィニーズ社編、ミシェル・カン監修、河出書房新社） 2010.6
- 『高慢と偏見とゾンビ』（ジェイン・オースティン, セス・グレアム=スミス、二見書房、二見文庫） 2010.2
- 『とりあえず分かる! 世界の紛争地図』（ボブ・ハリス、筑摩書房、ちくま学芸文庫） 2010.7
- 『アダムス・ファミリー全集』（チャールズ・アダムス、H・ケヴィン・ミゼロッキ編、河出書房新社） 2011.10
- 『新銀河ヒッチハイク・ガイド』上・下（E・コルファー、河出書房新社、河出文庫） 2011.5
- 『スナイパー 現代戦争の鍵を握る者たち』（ハンス・ハルバーシュタット、河出書房新社） 2011.6
- 『世界鉄道史 血と鉄と金の世界変革』（クリスティアン・ウォルマー、須川綾子共訳、河出書房新社） 2012.2
- 『ロングウォーク : 爆発物処理班のイラク戦争とその後』（ブライアン・キャストナー、河出書房新社） 2013
- 『エンジニアリングの真髄 : なぜ科学だけでは地球規模の危機を解決できないのか』（ヘンリー・ペトロスキー、筑摩書房） 2014
- 『思考のトラップ : 脳があなたをダマす48のやり方』（デイヴィッド・マクレイニー、二見書房） 2014
- 『南シナ海 : アジアの覇権をめぐる闘争史』（ビル・ヘイトン、河出書房新社） 2015
- 『ドキュメンタリー映画史』（エリック・バーナウ、筑摩書房） 2015
- 『鋼鉄の黙示録』（チャーリー・ヒューマン 東京創元社、創元SF文庫） 2015
- 『人間さまお断り : 人工知能時代の経済と労働の手引き』（ジェリー・カプラン、三省堂） 2016
- 『モンティ・パイソンができるまで : ジョン・クリーズ自伝』（ジョン・クリーズ、早川書房） 2016
- 『二重スパイコード・ネーム《ガルボ》 : 史上最も偉大なダブル・エージェントがノルマンディー上陸作戦を成功に導くまで』（ジェイソン・ウェブスター、河出書房新社） 2016
- 『オリエント急行殺人事件』（アガサ・クリスティー、光文社、光文社古典新訳文庫) 2017
- 『死に山: 世界一不気味な遭難事故《ディアトロフ峠事件》の真相』ドニー・アイカー, 河出書房新社、2018
- 『漫画 サピエンス全史 人類の誕生編』ユヴァル・ノア・ハラリ , ダヴィッド・ヴァンデルムーレン , ダニエル・カザナヴ, 河出書房新社 2020
- 『フレドリック・ブラウンＳＦ短編全集4　最初のタイムマシン』フレドリック・ブラウン、東京創元社 2021
- 『古代ギリシア人の24時間: よみがえる栄光のアテネ』フィリップ・マティザック, 高畠純夫 (監修), 安原和見 (翻訳)  河出書房新社 2022
- 『パワー』ナオミ・オルダーマン、河出文庫、2023

### ダグラス・アダムス
- 『銀河ヒッチハイク・ガイド』（ダグラス・アダムス、河出書房新社、河出文庫） 2005.9
- 『宇宙の果てのレストラン』（ダグラス・アダムス、河出書房新社、河出文庫） 2005.9
- 『宇宙クリケット大戦争』（ダグラス・アダムス、河出書房新社、河出文庫） 2006.4
- 『さようなら、いままで魚をありがとう』（ダグラス・アダムス、河出書房新社、河出文庫） 2006.6
- 『ほとんど無害』（ダグラス・アダムス、河出書房新社、河出文庫） 2006.8
- 『これが見納め 絶滅危惧の生きものたち、最後の光景』（ダグラス・アダムス,マーク・カーワディン、みすず書房） 2011.7
- 『ダーク・ジェントリー全体論的探偵事務所』（ダグラス・アダムス、河出書房新社、河出文庫） 2017
- 『長く暗い魂のティータイム』（ダグラス・アダムス、河出書房新社、河出文庫） 2018.3

### J・R・ウォード
- 『黒き戦士の恋人』（J・R・ウォード、二見書房、二見文庫） 2008.8
- 『永遠なる時の恋人』（J・R・ウォード、二見書房、二見文庫） 2009.5
- 『運命を告げる恋人』（J・R・ウォード、二見書房、二見文庫） 2009.11
- 『闇を照らす恋人』（J・R・ウォード、二見書房、二見文庫） 2011.6
- 『情熱の炎に抱かれて』（J・R・ウォード 、二見書房、二見文庫 ザ・ミステリ・コレクション） 2015
- 『漆黒に包まれる恋人』（ J・R・ウォード、二見書房、二見文庫 ザ・ミステリ・コレクション） 2017